# Erich Jagsch
Erich Jagsch (* 31. August 1955 in Klosterneuburg) ist ein ehemaliger österreichischer Radrennfahrer.

## Sportliche Laufbahn
Jagsch war im Straßenradsport und im Querfeldeinrennen (heutige Bezeichnung Cyclosport) aktiv. 1976 wurde er hinter Herbert Spindler Vize-Meister im Straßenrennen der Amateure. 1977 gewann er die Bergwertung in der Niedersachsen-Rundfahrt. Im Querfeldeinrennen wurde er Dritter bei den Militärweltmeisterschaften und 43. bei den UCI-Weltmeisterschaften. Zuvor hatte er die Silbermedaille bei den nationalen Meisterschaften in dieser Disziplin gewonnen. 1978 wurde er hinter Jostein Wilman Zweiter in der Steiermark-Rundfahrt.
In der Österreich-Rundfahrt war er siebenmal am Start. 1978 wurde er beim Sieg von Jostein Wilman Dritter. 1977 kam er auf den 6. Platz, 1976 auf den 7. Rang.
Von 1979 bis 1982 startete er als Berufsfahrer, er begann im Radsportteam Splendor-Eurosoap. 1980 bestritt er die Tour de France und schied auf der 17. Etappe aus. Die Vuelta a España fuhr er zweimal. 1979 wurde er 65., 1981 schied er aus. 1979 wurde er 34. im Profirennen der Straßenradsport-Weltmeisterschaften.
Ab 1983 fuhr Jagsch wieder als Amateur. 1984 wurde er in der Uniqua Classic Zweiter hinter Franz Spilauer. In der nationalen Meisterschaft im Querfeldeinrennen wurde er Dritter.